# كينيا أوكازاكي
كينيا أوكازاكي (باليابانية: 岡崎 建哉) (31 مايو 1990 في فوكوياما في اليابان – )؛ هو لاعب كرة قدم ياباني سابق كان يلعب كلاعب وسط.

## وصلات خارجية
- كينيا أوكازاكي على موقع رابطة كرة القدم اليابانية للمحترفين (اليابانية)
- كينيا أوكازاكي على موقع قاعدة بيانات كرة القدم.إي يو (الإنجليزية)
- كينيا أوكازاكي على موقع Soccerway.com (الإنجليزية)
- كينيا أوكازاكي على موقع عالم كرة القدم.نت (الإنجليزية)